# Ecgberht (aartsbisschop van York)
Ecgberht (ook Ecgbert of Egberht of Egbert) (gestorven november 766) was een 8e-eeuwse aartsbisschop van York. Hij was een correspondent van de eerbiedwaardige Beda en de heilige Bonifatius. Na zijn verheffing tot bisschop van York werd zijn bisdom tot een aartsbisdom verheven. In 737 werd zijn broer Eadberht koning van Northumbria. De twee broers werkten nauw samen in kerkelijke kwesties. Ecgberht was de auteur van een wettelijke code voor zijn geestelijken. Ook werden andere werken aan hem toegeschreven, hoewel moderne geleerden van mening zijn dat dit ten onrechte was. Ecgberht stond bekend om zijn juridische kennis. Hij overleed in november 766.

## Vroege leven en carrière
Ecgberht was een zoon van Eata, een afstammeling van de stichter van het koninkrijk van Bernicia. Zijn broer Eadberht was van 737 of 738 tot 758 koning van Northumbria. Ecgberht reisde samen met een andere broer naar Rome, waar hij tot diaken werd gewijd. Van Ecgberht wordt soms gezegd dat hij een student van Beda zou zijn geweest. die Ecgberht in 733 in York zou hebben bezocht, maar deze verklaring kan ook gewoon betekenen dat Ecgberht de geschriften van Beda had bestudeerd, niet dat hij formeel door hem werd onderwezen.

## Aartsbisschop

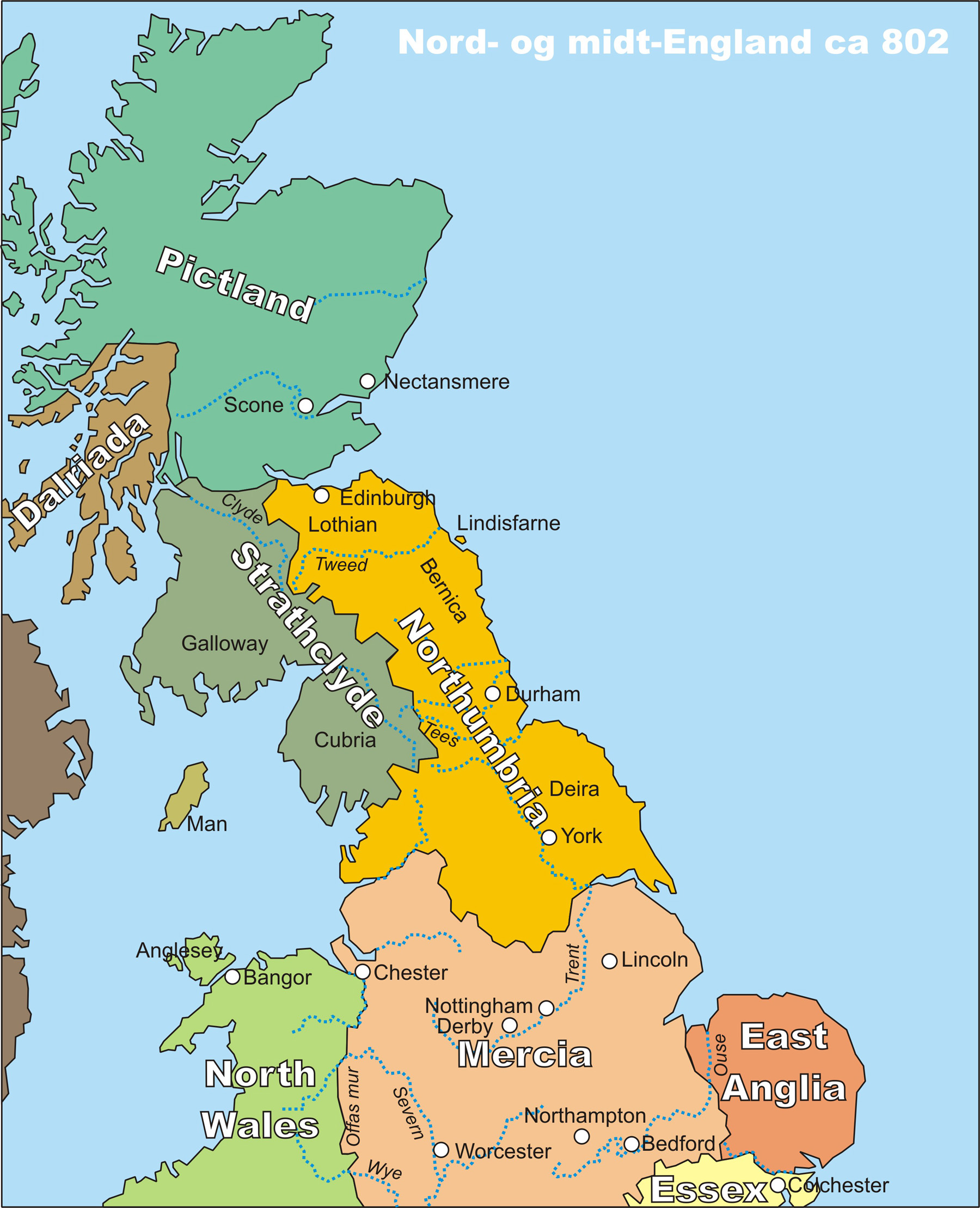
Northumbria rond 802 na Chr.

Ecgbert werd rond 732 door zijn neef Ceolwulf, de koning van Northumbria tot bisschop van York verheven. Andere bronnen dateren deze benoeming in 734. paus Gregorius III deed hem in 735 het pallium toekomen, het symbool van het aartsbisschoppelijk gezag. Nadat zijn broer Eadberht koning was geworden, werkten de twee broers nauw samen, zo nauw dat de paus zich gedwongen voelde om hen een verbod op te leggen om landerijen in kerkelijk bezit te vervreemden aan wereldlijke heersers.
De twee broers werkten ook samen om de problemen op te lossen die in de relatie tussen de kerk en de koninklijke regering ontstaan waren, op te lossen. Een voorbeeld van de samenwerking tussen de broers is het feit dat op sommige van Eadberht's munten zijn broer Ecgbert op de tegenoverliggende kant werd afgebeeld.
Ecgberts problemen met de kloosters in zijn bisdom waren het gevolg van de gangbare seculiere praktijk van vooraanstaande geslachten om  kloosters op te richten, die volledig onder hun controle stonden, dit als een manier om van de landerijen van hun geslacht boeklanden te maken, die vrij waren van seculiere dienstverlening. Boekland was in eerste instantie een exclusief recht van kerkelijke eigendom. Door landerijen over te dragen aan een abdij die onder controle stond van een bepaald geslacht, zou het geslacht het vruchtgebruik van de grond kunnen behouden zonder dat daar enige herendiensten voor de koning tegenover zouden staan.

## Educatieve activiteiten
De school die Ecgbert in York oprichtte heeft naar de mening van de moderne historicus Peter Hunter Blair de beroemde kloosters van Wearmouth en Jarrow geëvenaard of zelfs nog overtroffen. Aan deze school werd niet alleen de kathedraalgeestelijkheid, maar werden ook de nakomelingen van de adel opgeleid. Blair noemt de bibliotheek die aan de school in York was verbonden "een bibliotheek waarvan de inhoud ongeëvenaard was in het toenmalige West-Europa". Onder de leerlingen van de school was Alcuin, die door zijn familie bij Ecgberht werd geplaatst. Zowel Liudger, de eerste bisschop van Munster, als Aluberht, een andere bisschop in Duitsland, studeerden ook aan de school in York.

## Voetnoten
1. 1 2  Mayr-Harting "Ecgberht (gestorven 766)" Oxford Dictionary of National Biography
2. ↑  Blair, World of Bede, blz. 305
3. ↑  Fryde, et al.. Handbook of British Chronology, blz. 224
4. ↑  Yorke, Kings and Kingdoms, blz. 188, voetnoot 107
5. ↑  Yorke, Kings and Kingdoms, blz. 91
6. ↑  De paus die dit de beide broers verbood was paus Paul I.
7. ↑  Yorke, Kings and Kingdoms, blz. 98
8. ↑  Wood, "Thrymas" Two Decades, blz. 28
9. ↑  Mayr-Harting, Coming of Christianity, blz. 252-253
10. ↑  Blair, World of Bede, blz. 225
11. ↑  Blair, Introduction to Anglo-Saxon England, blz. 328
12. ↑  Blair Introduction to Anglo-Saxon England, blz. 144
13. ↑  Hindley, Brief History of the Anglo-Saxons, blz. 85
14. ↑  Stenton, Anglo Saxon England, blz. 175